# Jim Hogg County
Das Jim Hogg County ist ein County im Bundesstaat Texas der Vereinigten Staaten. Das U.S. Census Bureau hat bei der Volkszählung 2020 eine Einwohnerzahl von 4.838 ermittelt. Der Sitz der County-Verwaltung (County Seat) befindet sich in Hebbronville.

## Geographie
Das County liegt im Süden von Texas und ist Süden und Westen etwa 40 km von Mexiko und im Osten etwa 80 km vom Golf von Mexiko entfernt. Es hat eine Fläche von 2943 Quadratkilometern, ohne nennenswerte Wasserfläche. Das County grenzt im Uhrzeigersinn an folgende Countys: Duval County, Brooks County, Starr County, Zapata County und Webb County.

## Geschichte
Jim Hogg County wurde 1913 aus Teilen des Brooks County und Duval County gebildet. Benannt wurde es nach Jim Hogg, dem 21. Gouverneur von Texas.

## Demografische Daten
Nach der Volkszählung im Jahr 2000 lebten im Jim Hogg County 5.281 Menschen; es wurden 1.815 Haushalte und 1.359 Familien gezählt. Die Bevölkerungsdichte betrug 2 Einwohner pro Quadratkilometer. Ethnisch betrachtet setzte sich die Bevölkerung zusammen aus 80,4 Prozent Weißen, 0,5 Prozent Afroamerikanern, 0,8 Prozent amerikanischen Ureinwohnern, 0,2 Prozent Asiaten und 15,8 Prozent aus anderen ethnischen Gruppen; 2,3 Prozent stammten von zwei oder mehr Ethnien ab. 90,0 Prozent der Einwohner waren spanischer oder lateinamerikanischer Abstammung.
Von den 1.815 Haushalten hatten 38,5 Prozent Kinder oder Jugendliche, die mit ihnen zusammen lebten. 55,2 Prozent waren verheiratete, zusammenlebende Paare 14,6 Prozent waren allein erziehende Mütter und 25,1 Prozent waren keine Familien. 23,4 Prozent waren Singlehaushalte und in 12,3 Prozent lebten Menschen im Alter von 65 Jahren oder darüber. Die durchschnittliche Haushaltsgröße betrug 2,89 und die durchschnittliche Familiengröße betrug 3,43 Personen.
31,6 Prozent der Bevölkerung war unter 18 Jahre alt, 8,1 Prozent zwischen 18 und 24, 24,6 Prozent zwischen 25 und 44, 21,1 Prozent zwischen 45 und 64 und 14,6 Prozent waren 65 Jahre alt oder älter. Das Medianalter betrug 34 Jahre. Auf 100 weibliche Personen kamen 96,7 männliche Personen und auf 100 Frauen im Alter von 18 Jahren oder darüber kamen 92,1 Männer.
Das jährliche Durchschnittseinkommen eines Haushalts betrug 25.833 USD, das Durchschnittseinkommen einer Familie betrug 29.844 USD. Männer hatten ein Durchschnittseinkommen von 28.150 USD, Frauen 18.750 USD. Das Prokopfeinkommen betrug 12.185 USD. 24,2 Prozent der Familien und 25,9 Prozent der Einwohner lebten unterhalb der Armutsgrenze.

## Städte und Gemeinden
| - Agua Nueva - Bustamante - Escobas | - Guerra - Hebbronville - Viboras |